# Euphorbia parishii
Euphorbia parishii är en törelväxtart som beskrevs av Edward Lee Greene. Euphorbia parishii ingår i släktet törlar, och familjen törelväxter. Inga underarter finns listade i Catalogue of Life.